# Toliszczek (przystanek kolejowy)
Toliszczek – nieczynny przystanek kolejowy w Toliszczku na linii kolejowej nr 230 Wejherowo – Garczegorze, w województwie pomorskim.